# Svjatoslav Georgievskij
Svjatoslav Igorevič Georgievskij (in russo Святослав Игоревич Георгиевский?; 21 agosto 1995) è un calciatore russo, centrocampista dello Zorkij Krasnogorsk.

## Carriera
Nel 2015 si trasferisce al Kuban' con cui esordisce in massima serie.

## Palmarès

### Club

#### Competizioni nazionali
- Supercoppa di Russia: 1

CSKA Mosca: 2014